# Guldbaggen för bästa regi
Guldbaggen för bästa regi har delats ut sedan starten av Guldbaggen, året 1964 (för 1963 års regiinsatser). Priset går generellt till regiinsatser kopplade till svenska filmproduktioner, ibland dock även (som vid 2022 års gala) för filmer samproducerade med ett eller flera andra länder.

## Vinnare och nominerade

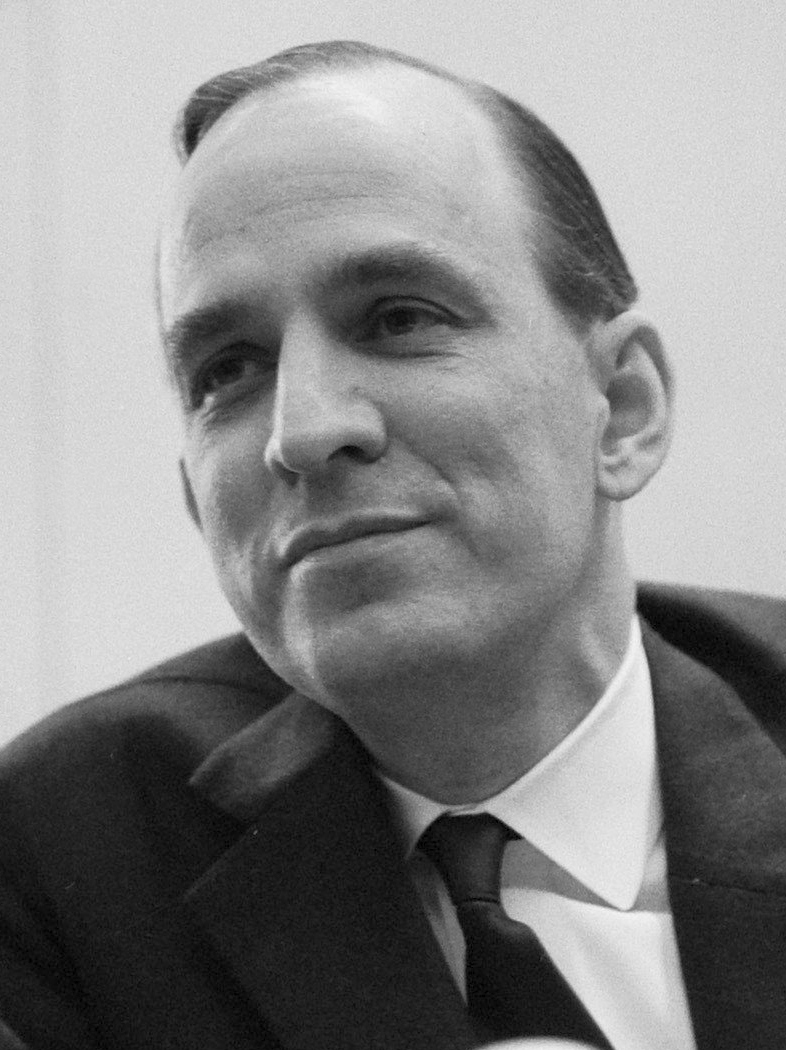
Ingmar Bergman vann den första Guldbaggen, 1964, och igen 1983.

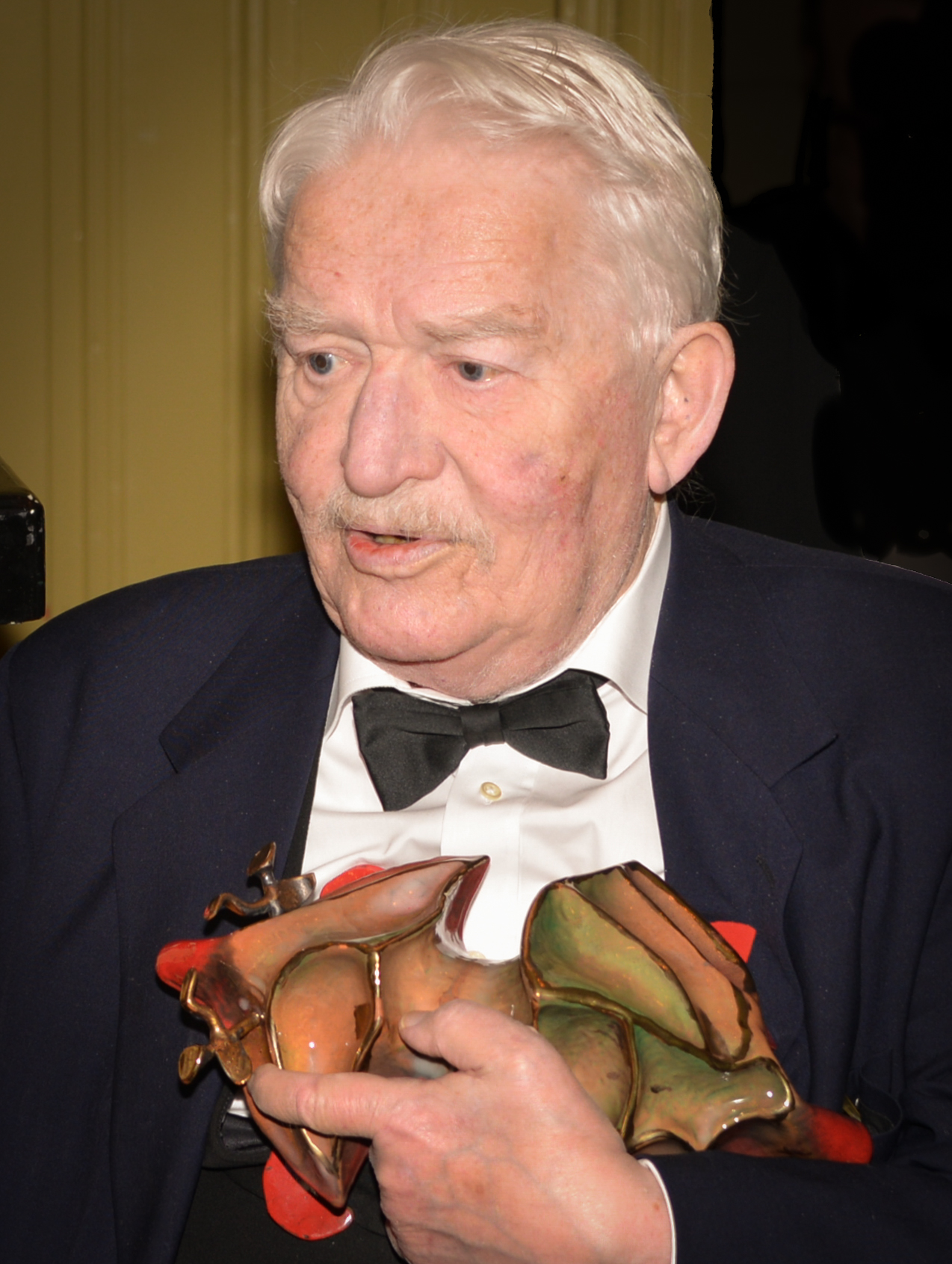
Hans Alfredson vann Guldbaggen 1975, 1982 och 1985.

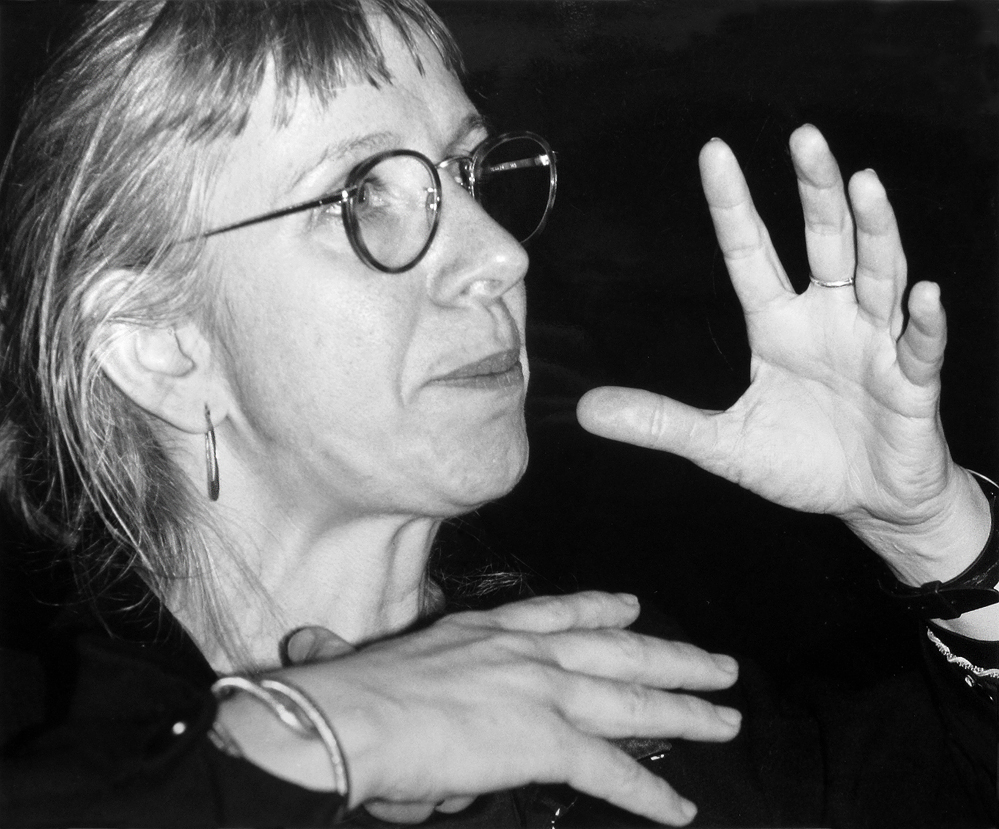
Suzanne Osten vann Guldbaggen 1986.

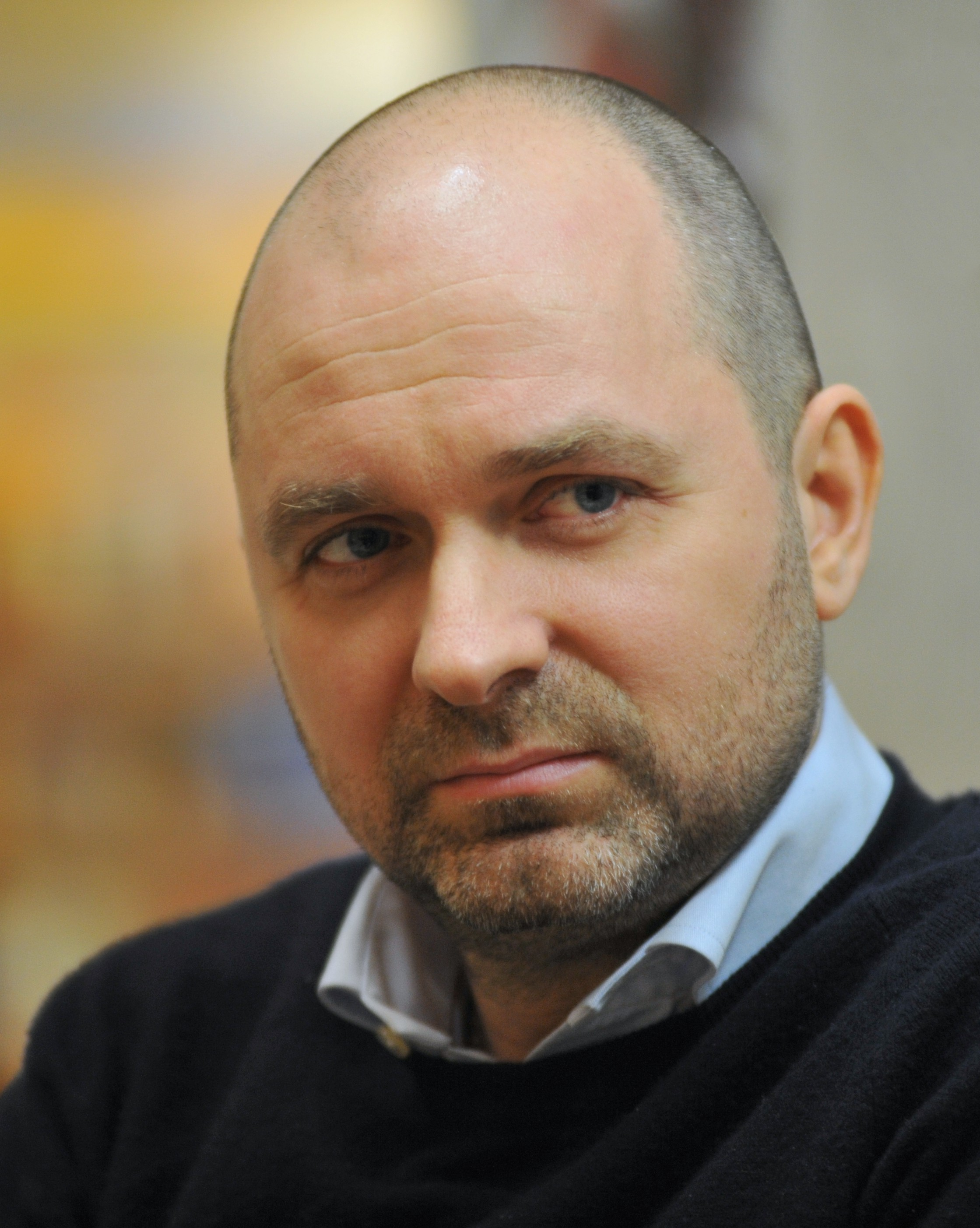
Lukas Moodysson vann Guldbaggen 1998 och 2002.

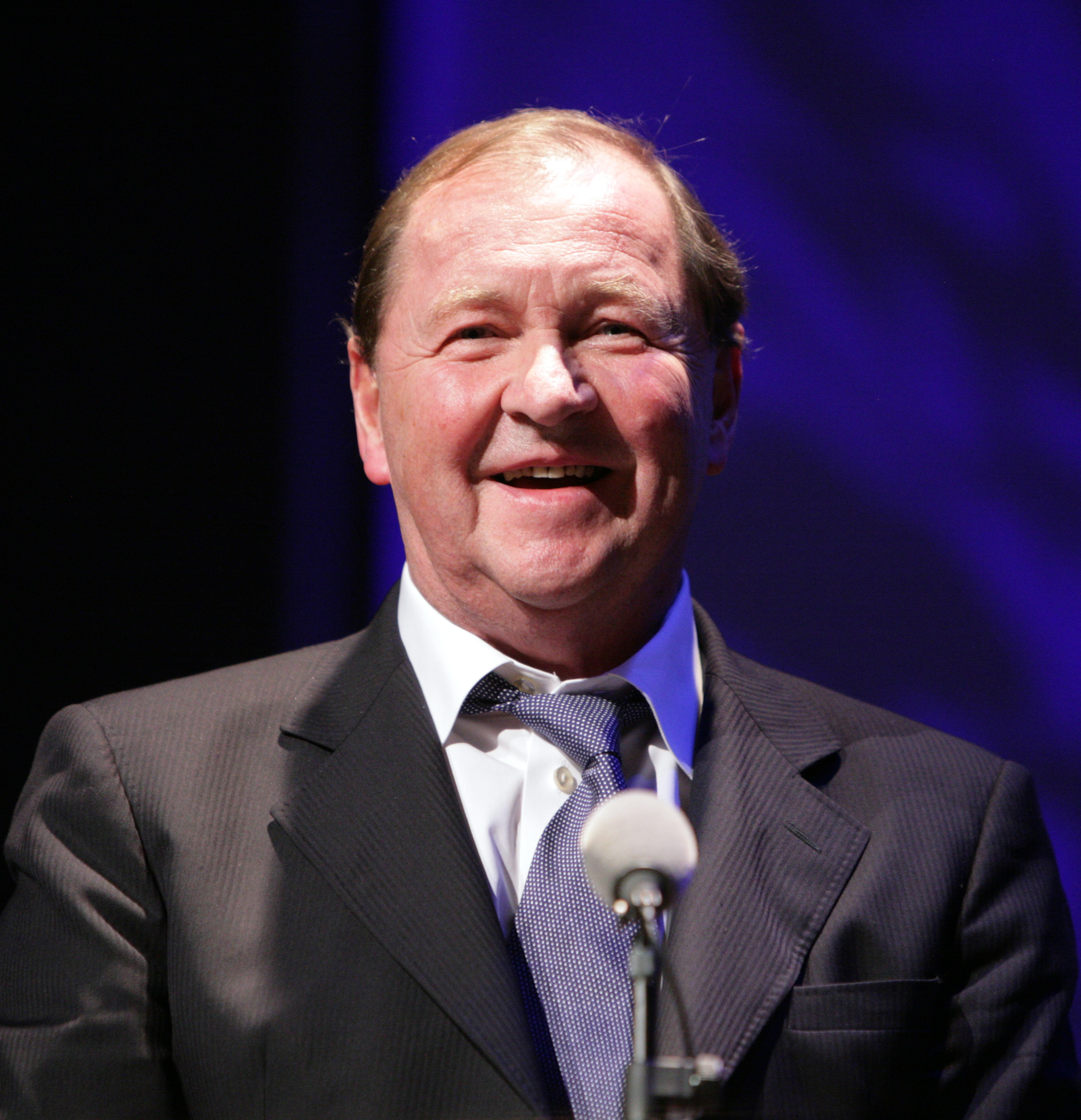
Roy Andersson vann Guldbaggen 2000 och 2007.

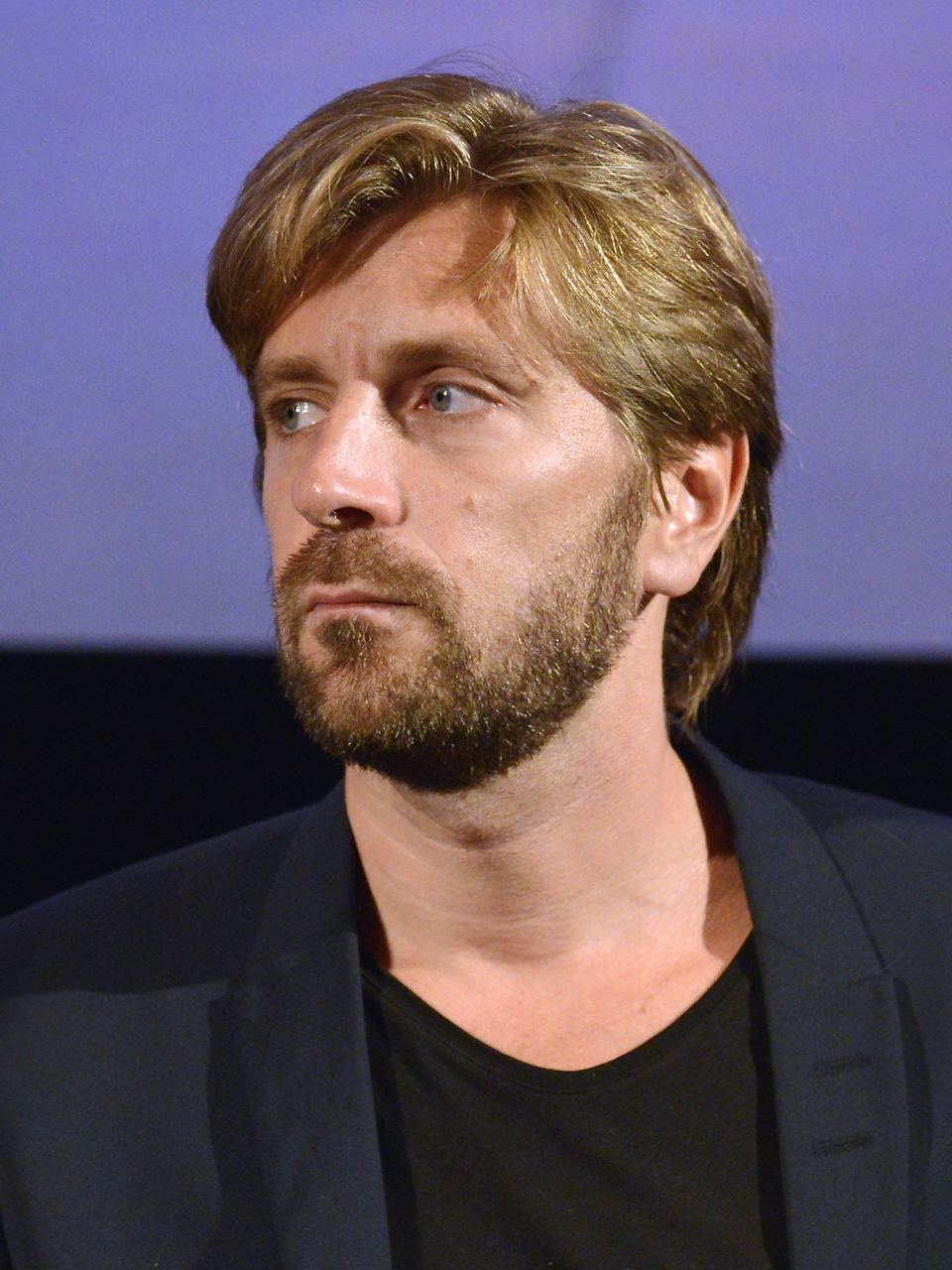
Ruben Östlund vann Guldbaggen 2011, 2014, 2017 och 2022.

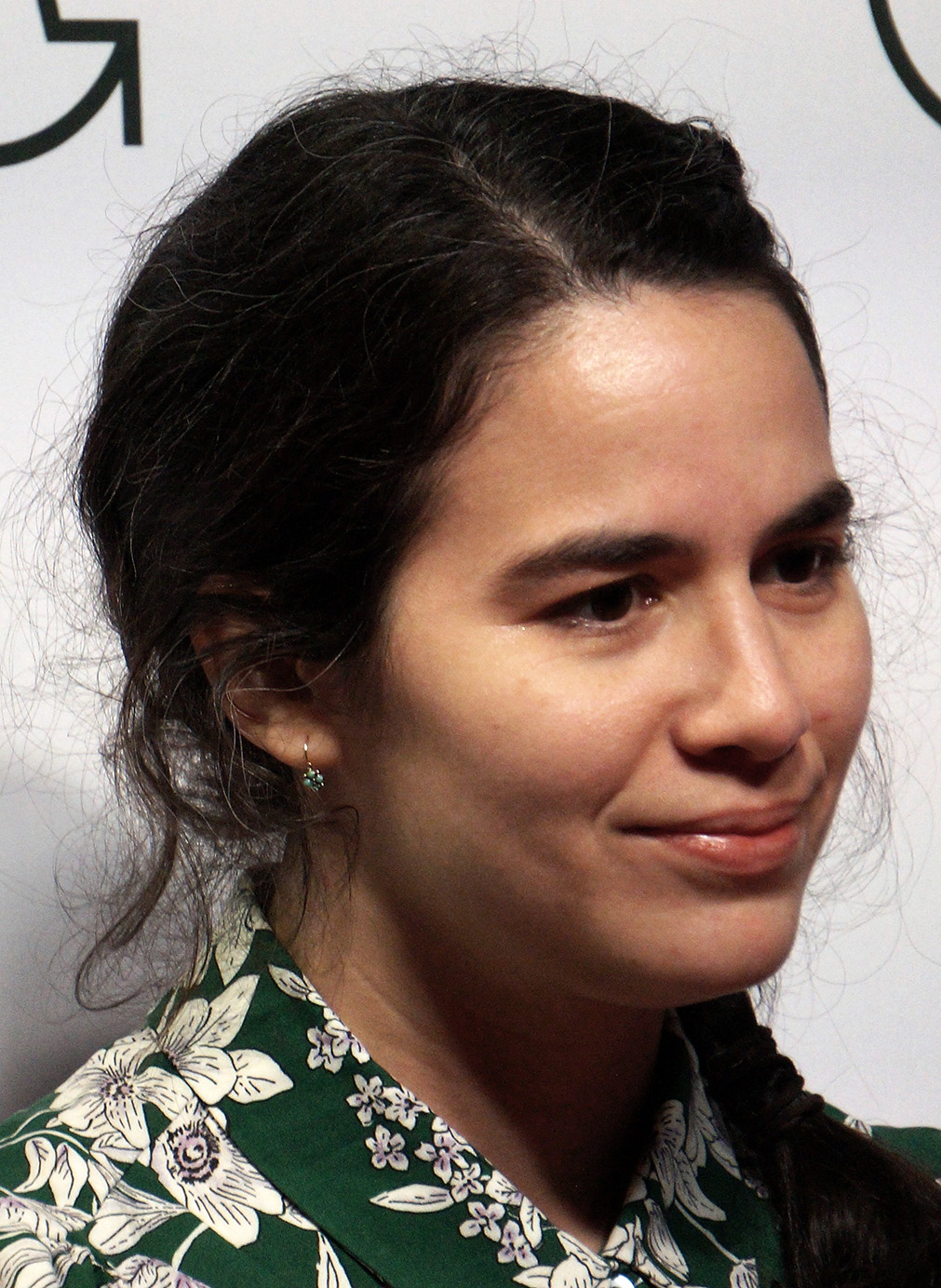
Nathalie Álvarez Mesén vann Guldbaggen 2021.

Vinnare

### 1960-talet
| År            | Regissör              | Film                   |
| ------------- | --------------------- | ---------------------- |
| 1963/64 (1:a) | Ingmar Bergman        | Tystnaden              |
| 1964/65 (2:a) | Arne Sucksdorff       | Mitt hem är Copacabana |
| 1965/66 (3:e) | Alf Sjöberg           | Ön                     |
| 1966/67 (4:e) | Jan Troell            | Här har du ditt liv    |
| 1967/68 (5:e) | Kjell Grede           | Hugo och Josefin       |
| 1968/69 (6:e) | Bo Widerberg          | Ådalen 31              |
| 1969/70 (7:e) | Lars Lennart Forsberg | Misshandlingen         |

### 1970-talet
| År                             | Regissör            | Film                 |
| ------------------------------ | ------------------- | -------------------- |
| 1970/71 (Ingen officiell gala) |                     |                      |
| Inget pris gavs ut detta år    |                     |                      |
| 1971/72 (8:e)                  | Tage Danielsson     | Äppelkriget          |
| 1972/73 (9:e)                  | Johan Bergenstråhle | Jag heter Stelios    |
| 1973/74 (10:e)                 | Vilgot Sjöman       | En handfull kärlek   |
| 1974/75 (11:e)                 | Hans Alfredson      | Ägget är löst!       |
| 1975/76 (12:e)                 | Jan Halldoff        | Polare               |
| 1976/77 (13:e)                 | Marianne Ahrne      | Långt borta och nära |
| 1977/78 (14:e)                 | Olle Hellbom        | Bröderna Lejonhjärta |
| 1978/79 (15:e)                 | Stefan Jarl         | Ett anständigt liv   |
| 1979/80 (16:e)                 |                     |                      |
| Inget pris gavs ut detta år    |                     |                      |

### 1980-talet
| År             | Regissör           | Film                      |
| -------------- | ------------------ | ------------------------- |
| 1980/81 (17:e) | Kay Pollak         | Barnens ö                 |
| 1981/82 (18:e) | Hans Alfredson     | Den enfaldige mördaren    |
| 1982/83 (19:e) | Ingmar Bergman     | Fanny och Alexander       |
| 1984 (20:e)    | Hrafn Gunnlaugsson | Korpen flyger             |
| 1985 (21:a)    | Hans Alfredson     | Falsk som vatten          |
| 1986 (22:a)    | Suzanne Osten      | Bröderna Mozart           |
| 1986 (22:a)    | Mai Zetterling     | Amorosa                   |
| 1986 (22:a)    | Bo Widerberg       | Ormens väg på hälleberget |
| 1987 (23:e)    | Kjell Grede        | Hip hip hurra!            |
| 1988 (24:e)    | Max von Sydow      | Vid vägen                 |
| 1989 (25:e)    | Åke Sandgren       | Miraklet i Valby          |

### 1990-talet
| År          | Regissör                      | Film                                |
| ----------- | ----------------------------- | ----------------------------------- |
| 1990 (26:e) | Kjell Grede                   | God afton, Herr Wallenberg          |
| 1991 (27:e) | Anders Grönros                | Agnes Cecilia – en sällsam historia |
| 1991 (27:e) | Susanne Bier                  | Freud flyttar hemifrån...           |
| 1991 (27:e) | Clas Lindberg                 | Underjordens hemlighet              |
| 1992 (28:e) | Colin Nutley                  | Änglagård                           |
| 1992 (28:e) | Kjell-Åke Andersson           | Min store tjocke far                |
| 1992 (28:e) | Bille August                  | Den goda viljan                     |
| 1993 (29:e) | Clas Lindberg                 | Pariserhjulet                       |
| 1993 (29:e) | Daniel Alfredson              | Mannen på balkongen                 |
| 1993 (29:e) | Åke Sandgren                  | Kådisbellan                         |
| 1994 (30:e) | Ulf Hultberg och Åsa Faringer | Pumans dotter                       |
| 1994 (30:e) | Catti Edfeldt                 | Sixten                              |
| 1994 (30:e) | Rainer Hartleb                | En pizza i Jordbro                  |
| 1995 (31:a) | Bo Widerberg                  | Lust och fägring stor               |
| 1995 (31:a) | Kristian Petri                | Sommaren                            |
| 1995 (31:a) | Tomas Alfredson               | Bert – den siste oskulden           |
| 1996 (32:a) | Kjell Sundvall                | Jägarna                             |
| 1996 (32:a) | Kjell-Åke Andersson           | Juloratoriet                        |
| 1996 (32:a) | Ella Lemhagen                 | Drömprinsen – Filmen om Em          |
| 1997 (33:e) | Daniel Alfredson              | Tic Tac                             |
| 1997 (33:e) | Måns Herngren och Hannes Holm | Adam & Eva                          |
| 1997 (33:e) | Christina Olofson             | Sanning eller konsekvens            |
| 1998 (34:e) | Lukas Moodysson               | Fucking Åmål                        |
| 1998 (34:e) | Solveig Nordlund              | Comédia infantil                    |
| 1998 (34:e) | Lisa Ohlin                    | Veranda för en tenor                |
| 1999 (35:e) | Ella Lemhagen                 | Tsatsiki, morsan och polisen        |
| 1999 (35:e) | Anders Nilsson                | Noll tolerans                       |
| 1999 (35:e) | Kjell Sundvall                | Tomten är far till alla barnen      |

### 2000-talet
| År          | Regissör                          | Film                           |
| ----------- | --------------------------------- | ------------------------------ |
| 2000 (36:e) | Roy Andersson                     | Sånger från andra våningen     |
| 2000 (36:e) | Geir Hansteen Jörgensen           | Det nya landet                 |
| 2000 (36:e) | Lukas Moodysson                   | Tillsammans                    |
| 2001 (37:e) | Jan Troell                        | Så vit som en snö              |
| 2001 (37:e) | Mikael Håfström                   | Leva livet                     |
| 2001 (37:e) | Bille August                      | En sång för Martin             |
| 2002 (38:e) | Lukas Moodysson                   | Lilja 4-ever                   |
| 2002 (38:e) | Ulf Malmros                       | Bäst i Sverige!                |
| 2002 (38:e) | Kjell Sundvall                    | Grabben i graven bredvid       |
| 2003 (39:e) | Björn Runge                       | Om jag vänder mig om           |
| 2003 (39:e) | Mikael Håfström                   | Ondskan                        |
| 2003 (39:e) | Kristian Petri                    | Detaljer                       |
| 2004 (40:e) | Tomas Alfredson                   | Fyra nyanser av brunt          |
| 2004 (40:e) | Maria Blom                        | Masjävlar                      |
| 2004 (40:e) | Kay Pollak                        | Så som i himmelen              |
| 2005 (41:a) | Ulf Malmros                       | Tjenare kungen                 |
| 2005 (41:a) | Josef Fares                       | Zozo                           |
| 2005 (41:a) | Björn Runge                       | Mun mot mun                    |
| 2006 (42:a) | Ylva Gustavsson och Catti Edfeldt | Förortsungar                   |
| 2006 (42:a) | Jesper Ganslandt                  | Farväl Falkenberg              |
| 2006 (42:a) | Anders Nilsson                    | När mörkret faller             |
| 2007 (43:e) | Roy Andersson                     | Du levande                     |
| 2007 (43:e) | Josef Fares                       | Leo                            |
| 2007 (43:e) | Johan Kling                       | Darling                        |
| 2008 (44:e) | Tomas Alfredson                   | Låt den rätte komma in         |
| 2008 (44:e) | Jan Troell                        | Maria Larssons eviga ögonblick |
| 2008 (44:e) | Ruben Östlund                     | De ofrivilliga                 |
| 2009 (45:e) | Lisa Siwe                         | I taket lyser stjärnorna       |
| 2009 (45:e) | Teresa Fabik                      | Prinsessa                      |
| 2009 (45:e) | Fredrik Edfeldt                   | Flickan                        |

### 2010-talet
| År          | Regissör                       | Film                                               |
| ----------- | ------------------------------ | -------------------------------------------------- |
| 2010 (46:e) | Pernilla August                | Svinalängorna                                      |
| 2010 (46:e) | Lisa Langseth                  | Till det som är vackert                            |
| 2010 (46:e) | Babak Najafi                   | Sebbe                                              |
| 2011 (47:e) | Ruben Östlund                  | Play                                               |
| 2011 (47:e) | Lisa Aschan                    | Apflickorna                                        |
| 2011 (47:e) | Lisa Ohlin                     | Simon och ekarna                                   |
| 2012 (48:e) | Gabriela Pichler               | Äta sova dö                                        |
| 2012 (48:e) | Mikael Marcimain               | Call Girl                                          |
| 2012 (48:e) | Jan Troell                     | Dom över död man                                   |
| 2013 (49:e) | Per Fly                        | Monica Z                                           |
| 2013 (49:e) | Måns Mårlind och Björn Stein   | Känn ingen sorg                                    |
| 2013 (49:e) | Anna Odell                     | Återträffen                                        |
| 2014 (50:e) | Ruben Östlund                  | Turist                                             |
| 2014 (50:e) | Roy Andersson                  | En duva satt på en gren och funderade på tillvaron |
| 2014 (50:e) | Mikael Marcimain               | Gentlemen                                          |
| 2015 (51:a) | Magnus von Horn                | Efterskalv                                         |
| 2015 (51:a) | Peter Grönlund                 | Tjuvheder                                          |
| 2015 (51:a) | Sanna Lenken                   | Min lilla syster                                   |
| 2016 (52:a) | Goran Kapetanović              | Min faster i Sarajevo                              |
| 2016 (52:a) | Felix och Måns Herngren        | Hundraettåringen som smet från notan och försvann  |
| 2016 (52:a) | Alexandra-Therese Keining      | Pojkarna                                           |
| 2016 (52:a) | Hanna Sköld                    | Granny´s Dancing on the Table                      |
| 2017 (53:e) | Ruben Östlund                  | The Square                                         |
| 2017 (53:e) | Amanda Kernell                 | Sameblod                                           |
| 2017 (53:e) | Janus Metz                     | Borg                                               |
| 2017 (53:e) | Tarik Saleh                    | The Nile Hilton Incident                           |
| 2018 (54:e) | Carl Javér                     | Rekonstruktion Utøya                               |
| 2018 (54:e) | Ali Abbasi                     | Gräns                                              |
| 2018 (54:e) | Måns Månsson och Axel Petersén | Toppen av ingenting                                |
| 2018 (54:e) | Gabriela Pichler               | Amatörer                                           |
| 2019 (55:e) | Pella Kågerman och Hugo Lilja  | Aniara                                             |
| 2019 (55:e) | Roy Andersson                  | Om det oändliga                                    |
| 2019 (55:e) | Jon Holmberg                   | Sune – Best man                                    |
| 2019 (55:e) | Levan Akin                     | And Then We Danced                                 |

### 2020-talet
| År          | Regissör                            | Film                         |
| ----------- | ----------------------------------- | ---------------------------- |
| 2020 (56:e) | Amanda Kernell                      | Charter                      |
| 2020 (56:e) | Maria Bäck                          | Psykos i Stockholm           |
| 2020 (56:e) | Nathan Grossman                     | Greta                        |
| 2020 (56:e) | Henrik Schyffert                    | Spring Uje spring            |
| 2021 (57:e) | Nathalie Álvarez Mesén              | Clara Sola                   |
| 2021 (57:e) | Gorki Glaer-Müller                  | Children of the Enemy        |
| 2021 (57:e) | Ronnie Sandahl                      | Tigrar                       |
| 2021 (57:e) | Ninja Thyberg                       | Pleasure                     |
| 2022 (58:e) | Ruben Östlund                       | Triangle of Sadness          |
| 2022 (58:e) | Sanna Lenken                        | Comedy Queen                 |
| 2022 (58:e) | Tarik Saleh                         | Boy from Heaven              |
| 2022 (58:e) | Jens Sjögren                        | Jag är Zlatan                |
| 2023 (59:e) | Axel Petersén                       | Syndabocken                  |
| 2023 (59:e) | Milad Alami                         | Motståndaren                 |
| 2023 (59:e) | Maria Fredriksson                   | Miraklet i Gullspång         |
| 2023 (59:e) | Ami-Ro Sköld                        | Butiken                      |
| 2024 (60:e) | Levan Akin                          | Passage                      |
| 2024 (60:e) | Ernst De Geer                       | Hypnosen                     |
| 2024 (60:e) | Filip Hammar och Fredrik Wikingsson | Den sista resan              |
| 2024 (60:e) | Loran Batti                         | G – 21 scener från Gottsunda |

## Flerfaldiga vinnare och nominerade
Flest antal såväl vinster som nomineringar har, i och med Guldbaggegalan 2025, Ruben Östlund, som nominerats till fem regibaggar, och vunnit fyra av dessa.
| Regissör            | Antal vinster | Antal nomineringar |
| ------------------- | ------------- | ------------------ |
| Ruben Östlund       | 4             | 5                  |
| Hans Alfredson      | 3             | 3                  |
| Kjell Grede         | 3             | 3                  |
| Roy Andersson       | 2             | 4                  |
| Jan Troell          | 2             | 4                  |
| Tomas Alfredson     | 2             | 3                  |
| Lukas Moodysson     | 2             | 3                  |
| Bo Widerberg        | 2             | 3                  |
| Ingmar Bergman      | 2             | 2                  |
| Kjell Sundvall      | 1             | 3                  |
| Levan Akin          | 1             | 2                  |
| Daniel Alfredson    | 1             | 2                  |
| Catti Edfeldt       | 1             | 2                  |
| Amanda Kernell      | 1             | 2                  |
| Ella Lemhagen       | 1             | 2                  |
| Clas Lindberg       | 1             | 2                  |
| Ulf Malmros         | 1             | 2                  |
| Axel Petersén       | 1             | 2                  |
| Gabriela Pichler    | 1             | 2                  |
| Kay Pollak          | 1             | 2                  |
| Björn Runge         | 1             | 2                  |
| Åke Sandgren        | 1             | 2                  |
| Kjell-Åke Andersson | 0             | 2                  |
| Bille August        | 0             | 2                  |
| Josef Fares         | 0             | 2                  |
| Måns Herngren       | 0             | 2                  |
| Mikael Håfström     | 0             | 2                  |
| Sanna Lenken        | 0             | 2                  |
| Mikael Marcimain    | 0             | 2                  |
| Anders Nilsson      | 0             | 2                  |
| Lisa Ohlin          | 0             | 2                  |
| Kristian Petri      | 0             | 2                  |
| Tarik Saleh         | 0             | 2                  |